# Mario Bergamini
Pour les articles homonymes, voir Bergamini.

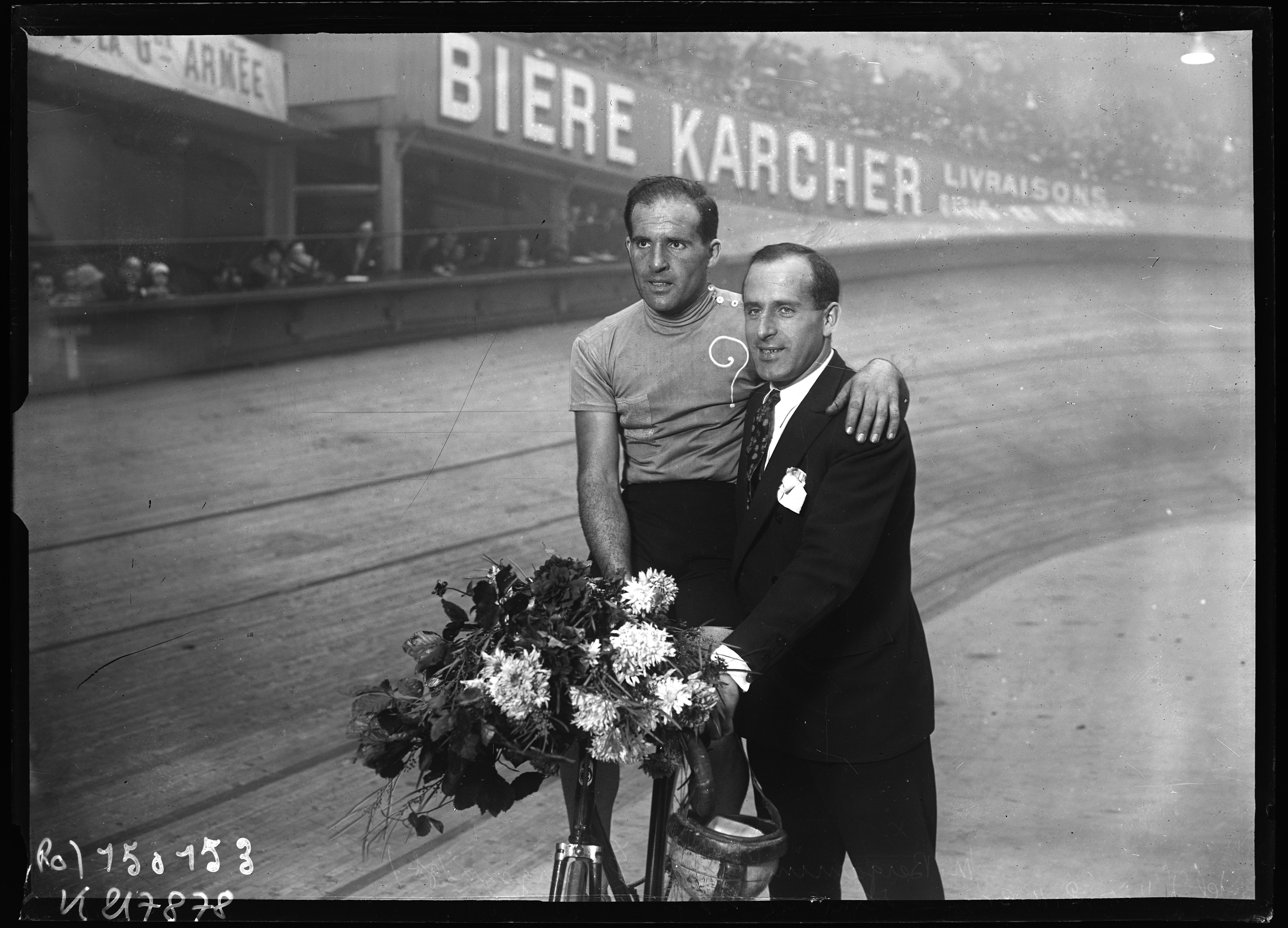
Son frère Luciano Bergamini (à gauche) et Mario Bergamini, 1930

Mario Bergamini, né le 22 janvier 1900 à Papozze et mort le 28 mars 1987 à Desenzano, est un coureur cycliste italien.

## Biographie
Son père dirige une manufacture de chaussures, une des plus importantes de la péninsule. Bergamini, encouragé par son père qui battit à vélo dans son jeune temps des hommes comme Anteo Carapezzi (it), Cugnolio, Mario Bruschera (it) ; commence à faire de la bicyclette, à l'âge de 6 ans. Il fait sa première course à onze ans, une épreuve de 15 kilomètres, autour de la place d'Armes de Milan, réservée aux moins de dix-huit ans qu'il gagne au sprint, et dès qu'il en à l'âge, il court les épreuves amateurs. Son frère cadet Luciano est également coureur cycliste.
En 1916, au Vélodrome Sempione (de), il gagne de nombreux handicaps amateurs. L'année suivante, toujours comme amateur, il gagne le Grand Prix de l'U.V.I. et le championnat d'Italie. Il doit s'arrêter de courir, pendant onze mois pour satisfaire aux obligations du service militaire. En 1919, il reprend l'entraînement et après avoir gagné deux courses amateurs, il passe professionnel, récolte tout de suite quelques succès notoires sur des hommes comme Moretti, Piani, Mori, Carlo Messori et gagne, à Milan, le Grand Prix de l'U.V.I., devant Marcel Dupuy et Messori,.
Mario Bergamini s'affirme alors de plus en plus comme un sprinter de classe internationale. En 1920, il est champion d'Italie professionnels; en 1921 il gagne le Grand Prix de l'U.V.I. devant Spears, Moretti, Leene, etc. En 1922, il gagne le Grand Prix de Milan devant Spears et Kaufmann.
En 1923, il décide d'aller chercher fortune aux États-Unis. Sur les pistes de Chapman il fait un bon début de saison, gagnant des matches,. Mais, le 31 juillet, il fait, à New-York, une chute terrible et se fracture la jambe droite, la cuisse droite, l'épaule gauche et souffre d'une fracture du crâne qui nécessite une trépanation. Il reste 11 jours dans le coma. La presse dit qu'il ne pourra plus jamais courir.
En 1924, bien qu'il ait encore, à ce moment-là, la jambe droite plus courte que l'autre de 4 centimètres et qu'il doive dès lors courir avec un casque, qu'il conserva toujours en course, Bergamini reprend l'entraînement. Pendant deux ou trois ans, il a du mal à retrouver la grande forme. Bergamini participe également à des courses sur route à quelques reprises . En 1925, il est 31e de Milan-San Remo. Il ne se décourage pas et, en 1926, tant au vélodrome d'Hiver à Paris que sur les pistes de province et de l'étranger, il se distingue et tient tête aux meilleurs sprinters internationaux,,.
En 1929, il remporte le Grand Prix de l'UVF, un tournoi de vitesse réputé, et participe au match France-Italie de vitesse au Vél d'hiv' finissant 3e derrière Michard et Martinetti et devant Faucheux.
Il gagne le championnat d'Italie professionnels en 1928 et 1930 et participe cinq fois aux championnats du monde.
En 1931, il conçoit le « théâtre-vélodrome », au Paradis un dancing de la rue Pigalle, dirigé par Philippe Roth où les matches qui opposent Jean Cugnot, Yves Van Massenhove, Léon Galvaing, Luciano Bergamini ont lieu sur des home-trainers reliés à des cadrans. Par la suite, il possède un home trainer de huit places qui sert pour des courses à rouleaux sur lesquelles on peut parier notamment  à Londres, et à Copenhague,.
En 1931, il s'essaye au demi-fond et gagne le prix Georges Parent sur 25km derrière motos,. Il est sélectionné pour les championnats du monde 1932 dans cette discipline mais n'y participe pas et revient à la vitesse fin 1932.
Le 14 octobre 1936, il dirige, au pied levé, Maurice Renard lors de sa tentative contre le record de l'heure au Vigorelli.

## Palmarès

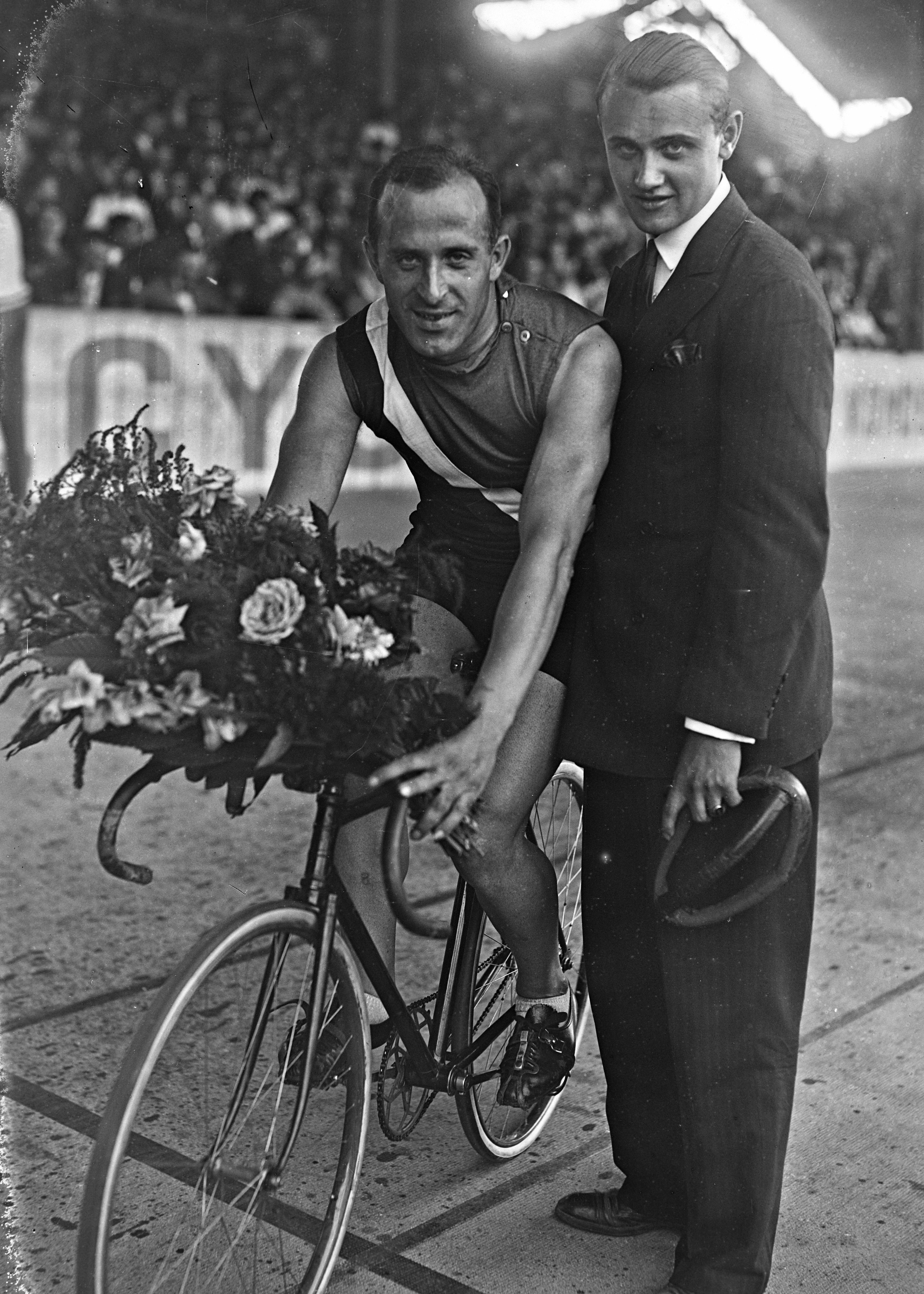
Bergamini gagnant du Grand Prix de Montrouge, vitesse en 1929

### Championnats nationaux
- Champion d'Italie de vitesse en 1920, 1928 et 1930[4]

### Grand Prix
- Grand Prix de l'U.V.I. : 1917 (amateur) et 1921
- Grand Prix de Milan : 1922
- Grand Prix de l'UVF : 1929[14]
- Grand Prix d'ouverture du Parc des Princes : 1929[26]
- Grand Prix de Montrouge : 1929
- Grand Prix de vitesse à Copenhague : 1929[27]
- Grand Prix d'ouverture du Vel' d'Hiv' : 1930[28],[29],[30]
- Prix Georges Parents demi-fond : 1932[24]
- Match d'ouverture du vélodrome d'hiver de Milan : 1935[31]